# Jin Ji-hee
Jin Ji-hee (진지희?, Jin Ji-huiLR, Chin Ji-hŭiMR; Seul, 25 marzo 1999) è un'attrice sudcoreana.

## Filmografia

### Cinema
- Cello (첼로), regia di Lee Woo-cheol (2005)
- Hansel e Gretel (헨젤과 그레텔), regia di Yim Pil-sung (2007)
- Superman-i-eotdeon sana-i (슈퍼맨이었던 사나이), regia di Jeong Yoon-chul (2008)
- Inryumyeolmangbogoseo (인류멸망보고서), regia di Kim Jee-woon e Yim Pil-sung (2012)
- Goryeonghwa gajok (고령화 가족), regia di Song Hae-sung (2013)
- Joseonminyeo samchongsa (조선미녀 삼총사), regia di Park Jae-hyun (2014)
- Sado (사도), regia di Lee Joon-ik (2015)

### Televisione
- Noran sonsugeon (노란 손수건) – serie TV (2003)
- Hwangtaeja-ui cheotsarang (황태자의 첫사랑) – serie TV (2004)
- Seoul 1945 (서울 1945) – serie TV (2006)
- Yeon-ae sidae (연애시대) – serie TV (2006)
- Widaehan yusan (위대한 유산) – serie TV (2006)
- Eden-ui dongjjok (에덴의 동쪽) – serie TV (2008)
- Ja-myeong go (자명고) – serie TV (2009)
- Jeonseor-ui gohyang (전설의고향) – serie TV, episodio 7 (2009)
- Jibung tturko high kick! (지붕 뚫고 하이킥!) – serial TV (2009-2010)
- Birdie Buddy (버디버디) – serie TV (2011)
- Insu daebi (인수대비) – serie TV (2011)
- High kick! - Jjarb-eun dari-ui yeokseup (하이킥! 짧은 다리의 역습) – serial TV (2011-2012)
- Haereul pum-eun dal (해를 품은 달) – serie TV (2012)
- Bur-ui yeosin Jeong-i (불의 여신 정이) – serie TV (2013)
- Uriga saranghal su iss-eulkka (우리가 사랑할 수 있을까) – serie TV (2014)
- Seon-am-yeogo tamjungdan (선암여고 탐정단) – serie TV (2015)
- Ssam, my way (쌈, 마이웨이) - serial TV (2017)

## Videografia
Jin Ji-hee è apparsa nei seguenti video musicali:
- 2010 – "Present" di K.Will
- 2012 – "Peace Song" di Lena Park

## Riconoscimenti
- 2009 – MBC Entertainment Awards[2]
  - Miglior giovane attrice (Jibungttulgo high kick)

- 2012 – MBC Drama Awards
  - Nomination Miglior giovane attrice (Haereul pum-eun dal)

- 2013 – Grand Bell Awards
  - Nomination Miglior attrice secondaria (Goryeonghwa gajok)